# خورشیدگرفتگی ۲۱ آوریل ۲۰۶۹
خورشیدگرفتگی ۲۱ آوریل ۲۰۶۹ (به انگلیسی: Solar eclipse of April 21, 2069) یک خورشیدگرفتگی از نوع خورشیدگرفتگی جزئی است. این خورشیدگرفتگی در تاریخ ۲۱ آوریل ۲۰۶۹ میلادی (‎۲ اردیبهشت ۱۴۴۸ خورشیدی) روی خواهد داد که زمان اوج آن، ساعت ۱۰:۱۱:۰۹ به‌وقت ساعت هماهنگ جهانی است.